# Akimoto Katsuhiro
Akimoto Katsuhiro (秋元 克広) (sinh ngày 2 tháng 2 năm 1956) là chính khách người Nhật Bản. Hiện tại, ông đang giữ chức vụ làm thị trưởng thành phố Sapporo kể từ ngày 2 tháng 5 năm 2015.